# أوفسايد الخرطوم
أوفسايد الخرطوم (بالإنجليزية: Khartoum Offside) هُو فيلم وثائقي رياضي سوداني صدر سنة 2019، وهُو من إخراج وكتابة المُخرجة السودانية مروة زين. الفيلم من بطولة كُل من إلهام بلطون وسارة جبارة وهالة زكرياء ونضال فضل الله. عُرض الفيلم للمرة الأولى عالميًا في مهرجان برلين السينمائي الدولي في ألمانيا. كما عُرض أيضا في افتتاح دورة سنة 2020 من مهرجان السودان للسينما المستقلة.

ابتدأ الفيلم الوثائقي بالتنويه التالي :
في رسالة حول السياق التاريخي للفيلم.
فاز الفيلم بعدة جوائز أبرزُها كان جائزة أفضل فيلم وثائقي في حفل توزيع جوائز الأكاديمية الأفريقية للأفلام الخامس عشر، ونفس الجائزة في مهرجان أيام قرطاج السينمائية. هذا بالإضافة إلى حصوله على عدة ترشيحات أبرزُها، الترشيح لجائزة أفضل فيلم وثائقي في مهرجان برلين السينمائي الدولي، وجائزة آفاق السينما العربية في دورة سنة 2019 من مهرجان القاهرة السينمائي الدولي، إضافة لجائزة أفضل فيلم دولي في مهرجان فالديفيا السينمائي الدولي في تشيلي.

## الإنتاج
استغرق إنتاج الفيلم أربع سنوات، حيث تلقت مروى زين تهديدات من السلطات السودانية بتخريب الكاميرات المُستعملة في الفيلم. صُورت مشاهد الفيلم بشكل أساسي في مدينة ولاية الخرطوم، وأنتجته مروة زين لصالح شركة (بالإنجليزية: ORE Productions)، وهيندريك أندربيرغ لشركة (بالإنجليزية: Stray Dog Productions) في كوبنهاغن وأوسلو.

## ملخص أحداث الفيلم
بعزم كبير، خرجت مجموعة من الشابات في ولاية الخرطوم للعب كرة القدم، في تحدٍ للحظر الذي فرضته الحكومة السودانية على ذلك. بشجاعة وجُرأة، تُناضل المجموعة من أجل الحصول على اعتراف رسمي بالفريق الوطني للسيدات.
عميدة الفريق سارة (سارة جبارة)، فتاة مسيحية شابة وُلدت في شمال السودان، هي واحدة من أعضاء الفريق التي كانت تبحث عن المُساعدات المالية لتأسيس فريق سوداني للمُشاركة به في كأس العالم للسيدات.

## طاقم التمثيل
- إلهام بلطون في دور إلهام.
- نضال فضل الله في دور هندة.
- فاطمة جدال في دور غادال.
- سارة جبارة في دور العميدة سارة.
- هالة زكرياء.

## الجوائز والترشيحات
| السنة | الحدث                                                   | الجائزة            | المُستلم للجائزة | النتيجة       | مراجع         |
| ----- | ------------------------------------------------------- | ------------------ | --------------- | ------------- | ------------- |
| 2020  | جمعية الدراسات الأفريقية                                | جائزة السينما 2020 | مروى زين        | المركز الثاني | [ 14 ]        |
| 2019  | حفل توزيع جوائز الأكاديمية الأفريقية للأفلام الخامس عشر | أفضل فيلم وثائقي   | مروى زين        | فوز           | [ 15 ] [ 16 ] |
| 2019  | أيام قرطاج السينمائية                                   | أفضل فيلم وثائقي   | مروى زين        | فوز           | [ 15 ] [ 16 ] |
| 2019  | مهرجان برلين السينمائي الدولي                           | أفضل فيلم وثائقي   | مروى زين        | رُشِّح           | [ 13 ] [ 17 ] |

## روابط خارجية
أوفسايد الخرطوم على موقع IMDb (الإنجليزية)
- أوفسايد الخرطوم على موقع فيلمافينيتي (الإسبانية)
- أوفسايد الخرطوم على موقع قاعدة بيانات الفيلم (الإنجليزية)
- أوفسايد الخرطوم على موقع ليتربوكسد (الإنجليزية)
- أوفسايد الخرطوم على موقع كينوبويسك (الروسية)